# 台中市公車95路
台中市公車95路行駛自六福公園經外埔區公所到外埔老人文康中心；95副行駛自大勇四維東路口到外埔老人文康中心；95區行駛自六福公園到大甲高工（校園）；695行駛自大勇四維東路口往土城方向到外埔老人文康中心、外埔區公所、土城、一安定。由中台灣客運營運。其中695是臺中市第一條甲安埔生活圈區域型偏鄉公車，臺中市議員吳敏濟爭取，94年來首次有公車行駛外埔廓子及土城兩里，落實偏鄉的交通正義。

## 歷史
- 2012年12月27日：95主線通車。
- 2013年3月1日：主線增設「北埔仔」、「沙鹿區公所」、「大馬中山路口」、「中山大馬路口」四站。
- 2013年5月1日：主線新增停靠「福興」、「中華北臨海路口」、「大甲高中（順天路）」及「中山里」。
- 2013年5月6日：主線往正英臺灣大道方向之16:30班次調整為16:35發車。
- 2013年8月15日：主線外埔區公所端點延長至外埔老人文康中心。
- 2013年10月12日：主線站位「月湖新村」正名為「明湖新村」。
- 2014年2月5日：主線中華北臨海路口站更名為中華北臨港路口站。
- 2014年7月1日：95副通車營運。
- 2015年1月26日：主線與副線皆增停「鐵山腳公園」、「震陽工廠」。
- 2015年4月20日：主線與副線皆增停「大甲溪南岸」。
- 2015年5月29日：副線增停「庄內巷口」。
- 2015年7月31日：主線與副線皆增停「開元英才巷口」。
- 2015年11月15日：副線由外埔老人文康中心端延駛至外埔區土城東路，並調整主線及副線發車時刻。[4]
- 2016年1月1日：「轉播站」、「震陽工廠」、「菁埔里」分別更名為「菁埔庄」、「中牛埔」、「劉厝」。
- 2016年3月16日：主線與副線皆增設「福元批發」。[5]
- 2016年4月8日：主線與副線增設「武陵里」。[6]
- 2016年8月1日：副線增設「溪埔」。[7]
- 2017年1月15日：主線與副線增設「田中央（中山路）」。[8]
- 2018年1月17日：增設「文曲里（中山路）」（單邊往正英臺灣大道口方向）。
- 2019年4月1日：「沙鹿火車站」、「大甲火車站（光明路）」更名為「沙鹿車站」、「大甲車站（光明路）」
- 2019年10月1日：調整主線及副線發車時刻。[9]
- 2020年1月6日：主線及副線正英臺灣大道口端延駛至六福公園，並增停「明秀二街口」、「六路一街口」（往六福公園方向）、「六福公園」。
- 2024年8月19日：95副路更改編號為695路，並調整行駛路線及發車時刻。[10]
- 2025年8月18日：新增95副「大勇四維東路口-外埔老人文康中心」。

## 路線基本資料
95主線單程行車里數約30.9公里，往外埔老人文康中心75站，往六福公園77站。
自六福公園起，沿沙鹿區北勢東路、正英路、屏西路、鎮南路、沙田路、中山路、臺灣大道、梧棲區中華路、清水區中華路、中清路八段、中山路、鎮南路、中華北路、大甲區中山路、順天路、光明路、中山路、水源路、甲后路、開元路、外埔區長生路、大馬路、中山路、六分路、水美路、重光路25巷到外埔老人文康中心。
- 時刻表僅供參考，請以中台灣客運網站公告為準。
- 時刻表更新時間為2025年8月18日。

| 六福公園開時刻 | 六福公園開備註 | 外埔老人文康中心開時刻 | 外埔老人文康中心開備註 |
| 06:05          | -              | 07:40                  | -                      |
| 07:10          | -              | 08:50                  | -                      |
| 09:00          | -              | 10:30                  | -                      |
| 09:15          | -              | 11:00                  | -                      |
| 09:30          | -              | 13:00                  | -                      |
| 10:30          | -              | 13:40                  | -                      |
| 11:30          | -              | 14:50                  | -                      |
| 12:00          | -              | 16:10                  | -                      |
| 13:20          | -              | 16:40                  | -                      |
| 14:40          | -              | 18:00                  | -                      |
| 15:10          | -              | -                      | -                      |
| 16:30          | -              | -                      | -                      |

| 六福公園開時刻 | 六福公園開備註 | 外埔老人文康中心開時刻 | 外埔老人文康中心開備註 |
| 06:05          | -              | 07:40                  | -                      |
| 07:10          | -              | 08:50                  | -                      |
| 09:15          | -              | 13:00                  | -                      |
| 10:30          | -              | 13:30                  | -                      |
| 11:30          | -              | 14:50                  | -                      |
| 12:00          | -              | 16:10                  | -                      |
| 13:20          | -              | 16:40                  | -                      |
| 14:40          | -              | 18:00                  | -                      |
| 15:10          | -              | -                      | -                      |
| 16:30          | -              | -                      | -                      |

95副全程行車里數約16公里，往外埔老人文康中心共83站，往大勇四維東路口共83站。
自大勇四維東路口沿大勇路、港埠路三段、大仁路二段、八德東路、民族路三段、八德路三段、中清路九段、中央路、民族路二段、鎮政路、南社路、中華路、中清路八段、中山路、鎮南路、中華北路、大甲區中山路、順天路、光明路、中山路、水源路、甲后路、開元路、外埔區長生路、大馬路、甲后路四段、水美路、重光路25巷、重光路到外埔老人文康中心。
- 時刻表僅供參考，請以中台灣客運網站公告為準。
- 時刻表更新時間為2025年8月18日。

| 大勇四維東路口開時刻 | 大勇四維東路口開備註 | 外埔老人文康中心開時刻 | 外埔老人文康中心開備註 |
| 05:25                | -                    | 06:35                  | -                      |
| 05:45                | -                    | 06:55                  | -                      |
| 06:50                | -                    | 08:15                  | -                      |
| 08:00                | -                    | 09:20                  | -                      |
| 08:30                | -                    | 09:45                  | -                      |
| 10:10                | -                    | 10:40                  | -                      |
| 13:00                | -                    | 11:20                  | -                      |
| 13:55                | -                    | 12:00                  | -                      |
| 14:15                | -                    | 14:10                  | -                      |
| 14:30                | -                    | 15:00                  | -                      |
| 15:40                | -                    | 15:20                  | -                      |
| 16:10                | -                    | 15:40                  | -                      |
| 16:25                | -                    | 17:00                  | -                      |
| 17:10                | -                    | 17:20                  | -                      |
| -                    | -                    | 17:40                  | -                      |
| -                    | -                    | 18:30                  | -                      |

| 大勇四維東路口開時刻 | 大勇四維東路口開備註 | 外埔老人文康中心開時刻 | 外埔老人文康中心開備註 |
| 05:25                | -                    | 06:35                  | -                      |
| 05:45                | -                    | 06:55                  | -                      |
| 06:50                | -                    | 08:15                  | -                      |
| 08:00                | -                    | 09:20                  | -                      |
| 08:30                | -                    | 09:45                  | -                      |
| 10:10                | -                    | 10:40                  | -                      |
| 13:00                | -                    | 11:20                  | -                      |
| 14:30                | -                    | 12:00                  | -                      |
| 15:40                | -                    | 14:10                  | -                      |
| 17:10                | -                    | 15:40                  | -                      |
| -                    | -                    | 17:00                  | -                      |
| -                    | -                    | 18:30                  | -                      |

95區單程行車里數約25公里，往大甲高工（校園）60站，往六福公園62站。
自六福公園起，沿沙鹿區北勢東路、正英路、屏西路、鎮南路、沙田路、中山路、臺灣大道、梧棲區中華路、清水區中華路、中清路八段、中山路、鎮南路、中華北路、大甲區中山路、順天路、光明路、中山路、水源路、甲后路、開元路到大甲高工（校園）。
- 時刻表僅供參考，請以中台灣客運網站公告為準。
- 時刻表更新時間為2025年8月18日。

| 六福公園開時刻 | 六福公園開備註 | 大甲高工（校園）開時刻 | 大甲高工（校園）開備註 |
| 06:15          | -              | 07:45                  | -                      |
| 06:30          | -              | 08:00                  | -                      |

假日停駛

695全程行車里數約41.4公里，往土城共83站，往大勇四維東路口共83站。
自大勇四維東路口沿大勇路、港埠路三段、大仁路二段、八德東路、民族路三段、八德路三段、中清路九段、中央路、民族路二段、鎮政路、南社路、中華路、中清路八段、中山路、鎮南路、中華北路、大甲區中山路、順天路、光明路、中山路、水源路、甲后路、開元路、外埔區長生路、大馬路、甲后路四段、水美路、重光路25巷、重光路、六分路、中山路、大馬路、新厝路、土城路、廍子路、土城路、土城東路到土城東路。
- 時刻表僅供參考，請以中台灣客運網站公告為準。
- 時刻表更新時間為2025年8月18日。

| 大勇四維東路口開時刻 | 大勇四維東路口開備註 | 土城東路開時刻 | 土城東路開備註 |
| 06:05                | -                    | 08:00          | -              |
| 07:15                | -                    | 09:10          | -              |
| 10:00                | -                    | 12:00          | -              |
| 12:30                | -                    | 14:30          | -              |
| 14:00                | -                    | 15:50          | -              |
| 16:25                | -                    | 18:30          | -              |

### 收費
- 依里程計費；刷電子票證10公里免費。
- 里程計費說明：
  - 基本里程：10公里。
  - 基本里程票價全票20元、半票11元。
  - 超過基本里程（10公里）計費方式：
    - 全票=[2.431 x 搭乘里程數x （1+5%營業稅）] （四捨五入）
    - 半票=[2.431 x 搭乘里程數x （1+5%營業稅）] x 50% （四捨五入）

  - 兒童、老人、身心障礙者及其陪伴者依規定半票收費。

### 停站
- 參見右側路線圖。
- 路線圖更新時間為2025年8月6日[11]。